# Albert-Gonthier de Schwarzbourg-Rudolstadt
Albert-Gonthier comte de Schwarzbourg-Rudolstadt (né le 8 août 1582 à Rudolstadt, mort le 20 janvier 1634 à Erfurt) est de 1612 à 1634 comte de Schwarzbourg-Rudolstadt.

## Biographie
Albert est né le 8 août 1582, fils d'Albert VII de Schwarzbourg-Rudolstadt, et de son épouse Julienne de Nassau-Dillenbourg. Il est le frère de Charles-Gonthier de Schwarzbourg-Rudolstadt et Louis-Gonthier Ier de Schwarzbourg-Rudolstadt. Le comte est allé en 1598, avec son frère Louis Gonthier, à l'Université d'Iéna puis à Strasbourg. Il voyage en 1602 à Paris. Ils reviennent en 1604 à Rudolstadt.
En 1605, son père le comte Albert VII meurt. Le 8 septembre 1612, les trois frères acceptent de diviser le comté. Charles-Gonthier reçoit une partie qui inclut la capitale de Rudolstadt. Louis-Gonthier reçoit une partie, notamment la ville de Frankenhausen. La partie de Albert-Gonthier comprend les villes de Stadtilm et Schwarzbourg.
En 1624 à Erfurt, Louis-Gonthier et Albert-Gonthier conviennent d'échanger leurs possessions. Louis déménage à son nouveau domicile à Stadtilm en 1625 et Albert-Gonthier déménage à Frankenhausen. Charles-Gonthier continue à résider à Rudolstadt jusqu'à ce qu'il meure sans héritier en 1630. Le 24 novembre 1631, Louis-Gonthier et Albert-Gonthier se mettent d'accord sur une nouvelle division, Louis-Gonthier reçoit Rudolstadt et Albert-Gonthier reçut Blankenbourg.
Il meurt le 20 janvier 1634 lors d'un voyage à Mulhouse. Son frère Louis-Gonthier règne jusqu'en 1646.

## Sources
- Heinrich Friedrich Theodor Apfelstedt: La Maison Kevernburg-Schwarzburg de son Ursprunge jusqu'à nos jours: dans les arbres généalogiques de sa Tête et les Lignes secondaires et Notes biographiques sur les principaux Maillons de la mêmeBertram, Sondershausen 1890,  (ISBN 3-910132-29-4)
- Horst Fleischer: Les Comtes de Schwarzburg-Rudolstadt: Charles VII jusqu'à Albert Anton, Rudolstadt 2000,  (ISBN 3-910013-40-6)
- Johann Christian Août Junghans: Histoire de la schwarzburgischen Régent, Leipzig 1821 E-Texte
- Henri Schöppl: Le Régent de la Principauté de Schwarzburg-Rudolstadt, Rudolstadt 1915